# Thermenbanan
|  |  |  |

|  | Straight track |

|  | Station on track |

|  | Unknown BSicon "ABZgr" |

|  | Stop on track |

|  | Station on track |

|  | Stop on track |

|  | Station on track |

|  | Unknown BSicon "hKRZWae" |

|  | Station on track |

|  | Stop on track |

|  | Stop on track |

|  | Stop on track |

|  | Station on track |

|  | Station on track |

|  | Station on track |

|  | Station on track |

|  | Stop on track |

|  | Unknown BSicon "ABZg+r" |

|  | Station on track |

|  | Straight track |

|  |  |  |

|  | Straight track |

|  | Station on track |

|  | Unknown BSicon "ABZgr" |

|  | Stop on track |

|  | Station on track |

|  | Stop on track |

|  | Station on track |

|  | Unknown BSicon "hKRZWae" |

|  | Station on track |

|  | Stop on track |

|  | Stop on track |

|  | Stop on track |

|  | Station on track |

|  | Station on track |

|  | Station on track |

|  | Station on track |

|  | Stop on track |

|  | Unknown BSicon "ABZg+r" |

|  | Station on track |

|  | Straight track |

Thermenbanan är en 75 kilometer lång enkelspårig järnväg i det österrikiska förbundslandet Steiermark. Den går från Fehring där den ansluter till den steierska östbanan via städerna Fürstenfeld och Hartberg till Friedberg där den ansluter till Pinkatalbanan och Wechselbanan. 

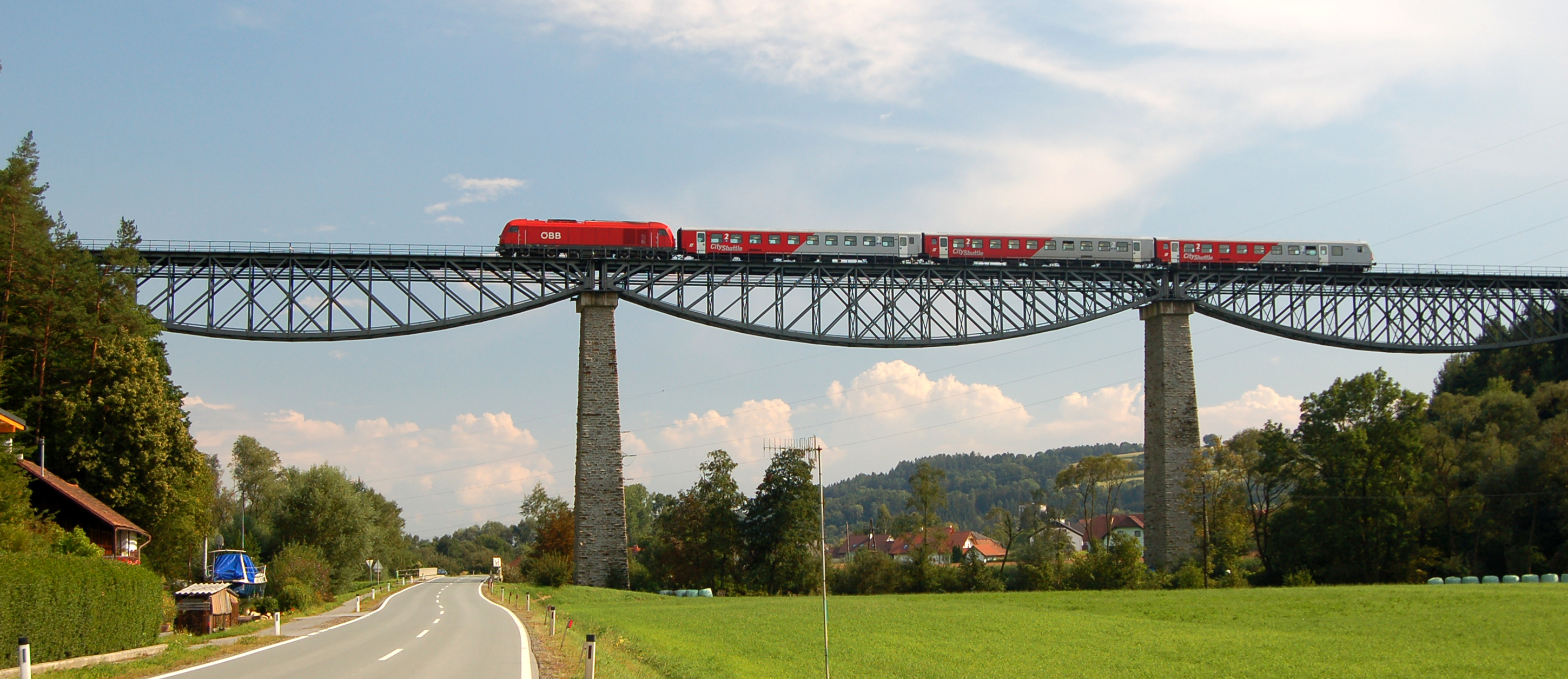
Järnvägsbro nära Rohrbach

Namnet Thermenbanan har den efter de vattenkurorter med sina varma termalkällor som banan passerar:
- Loipersdorf
- Bad Blumau
- Bad Waltersdorf
- Sebersdorf

Banan byggdes under andra hälften av 1800-talet. Det första avsnittet (Fehring-Fürstenfeld) öppnades 1885, det sista tjugo år senare.
Banan trafikeras av regionaltåg.